# Лобо (телесериал)
«Лобо» (исп. Lobo, международное название: She Wolf: The Last Sentinel) — филиппинский фэнтезийный телесериал ужасов о сверхъестественном производства ABS-CBN. Выходил с 28 января по 11 июля 2008 года, заменив сериал «Patayin sa Sindak si Barbara», и был заменён сериалом «Iisa Pa Lamang» на вечернем блоке «Primetime Bida» и по всему миру на The Filipino Channel. В главных ролях Ангела Локсин и Пиоло Паскуаль. Это самая дорогая филиппинская телевизионная драма, созданная ABS-CBN.
Сериал транслируется онлайн на YouTube.

## Сюжет
Сюжет вращается вокруг молодых возлюбленных Лики Раймундо (Ангел Локсин) и Ноа Ортеги (Пиоло Паскуаль). Лика — девушка, стремящаяся стать модельером, работающая ассистентом моды в Доме Элль. Она живёт со своей тётей Кларой и сводным братом Антоном.
Ноа — приёмный сын генерала Леона Кристобала, который берёт на себя опеку над Ноа после того, как его настоящий отец, Эмиль Ортега, погиб в трагической аварии с участием неизвестного волка. Ноа — второй лейтенант филиппинской армии, активно готовится для присоединения к силам Луны, элитной команде, специализирующейся на защите людей от опасных оборотней и вампиров.
Позиция Лики как помощницы по моде леди Эль предвещается тем фактом, что она оборотень, который ещё не превратился, который не знает, что она одна из них, потому что её мать-оборотень бросает её в детстве. Её мать — Ванесса Бланкафлор Раймундо, дочь Лоренцо Бланкафлора, брата-близнеца Элеоноры Бланкафлор (Пилар Пилапил), владелицы иконы дома моды, Дома Элль. Тайно Бланкафлоры — это мощный клан оборотней, который возглавляет Совет Вая на протяжении поколений. Судьба приводит Лику на место Вайи.
Считается, что Лика является последней надеждой, «Huling Bantay» («Последняя надежда/Последний хранитель») своих собратьев-оборотней. Леди Элль мгновенно ощущает своё присутствие при случайной встрече и немедленно нанимает Лику для работы непосредственно со своей командой, чтобы она могла внимательно следить за ней и помогать ей в её превращении, которое, по её мнению, произойдёт где-то или после её 21-го дня рождения.
Примерно в то же время, когда Лика подаёт заявку в Дом Элль, Вайи ищут свою «Huling Bantay», который обладал бы силой, чтобы спасти популяцию оборотней от смертельных лучей предстоящей Красной Луны («Pulang Buwan»), явления, которое происходит каждые 500 лет и, возможно, может уничтожить всех оборотней. Только Последний Хранитель, самый сильный Вайя, может спасти вид, «подняв камень Ремуса». Последним «Huling Bantay» является Ремус, который держит талисман для следующего Стража. Леди Элль уверена, что Лика достойна и достаточно сильна, чтобы быть их Последним хранителем.
В доме Элль Лика пересекается с Ноа, телохранителем и водителем леди Элль. Лика и Ноа влюбляются, но их отношениям мешает глубокая ненависть Ноа к оборотням, поскольку он обвиняет их в убийстве своего отца и приёмного отца. К тому времени, когда они глубоко влюбляются, Лика достигает своего «времени» — полностью принимая свою природу оборотня и большую ответственность в качестве Последнего Хранителя. Несмотря на многочисленные препятствия, любовь Ноа и Лики друг к другу возрастает. Они женятся и вместе сражаются и побеждают своих врагов.
Три других персонажа создают дополнительный конфликт: подруга Ноа, Габриэль Дизон (Шейна Магдаяо), агент глубокого проникновения, которому поручено привести Ноа в Силу Луны для зловещих целей, чтобы уничтожить и избавить страну от всех оборотней в целом, что осложняется тем фактом, что она влюблена в Ноя и действительно заботится о нём; Антон Риверо, сводный двоюродный брат Лики, её защитник от его жестокой мачехи Клары и одержимо влюблённой в Лику; и генерал Силва, тайный оборотень, изгнанный Вайясом, чтобы отомстить и уничтожить Совет.
В сюжете есть две противоположные группы — Луны и Ваяс. Луны организованы филиппинской армией для защиты людей от оборотней и вампиров, но небольшая фракция под командованием генерала Силвы имеет личную обиду на оборотней, стремясь подорвать руководство Луны и уничтожить всю популяцию оборотней. Силва проявляет особый интерес к Ноа, который вербуется не только за его превосходные навыки, но и в основном потому, что его кровь является естественным иммунитетом к укусам оборотней, гену, унаследованному от его отца. Генерал Силва вместе с Антоном манипулирует Ноа, чтобы присоединиться к силам, чтобы получить его кровь и разработать противоядие от ядовитых укусов оборотней.
Другую противоположную группу, Waya Inc., возглавляет Леди Элль. Вайас контролирует и управляет делами белых оборотней и осуществляет справедливость над чёрными оборотнями и вампирами, которые охотились на людей. Поскольку вампиры укрылись, Вайе в основном приходится иметь дело с оборотнями-изгоями, тайно работая с Лунами, чтобы обеспечить защиту своего вида.
Среди оборотней есть две воюющие фракции, которые угрожают соглашению между Ваясом и Лунами и нарушают мир внутри населения. В то время как белые оборотни уважают людей и живут в мире с ними, хотя и тайно, чёрные оборотни убивают людей, увековечивая самую большую причину, по которой боятся оборотней. Ваяс контролируют свой вид и навязывают справедливость оборотням, которые пьют человеческую кровь, делая всё возможное, чтобы задержать и убить чёрных оборотней.
В ночь Красной Луны Лика, полностью приняв свою роль «Huling Bantay», успешно забирает Камень Ремуса, едва потеряв свою жизнь, и спасая свой народ от уничтожения. Она призывает их гармонично сосуществовать с людьми и прекратить предрассудки в отношении чёрных волков. Она становится их Главным Хранителем, возглавляя совет по интегрированной популяции чёрно-белых оборотней.
Позже Лика побеждает большую угрозу превращения своего сводного кузена в демонического оборотня. Антон — опытный химик, чья специализация — болезни животных и вирусные мутации. Всю свою жизнь он работает над поиском лекарства для своей природы оборотня, полагая, что он был инфицирован и у него нет наследственного гена. В детстве его случайно укусила Ванесса, теперь он в обличии оборотня. Генерал Силва нанимает его для работы над противоядием от ядовитых укусов оборотней. Антон обнаруживает более мощную формулировку, смесь крови Лики и Ноа, которую он вводит в свою систему, давая ему иммунитет к укусам оборотней и способность быстро залечивать раны. Используя камень Римуса, который он крадёт у Лики, и следуя инструкциям из древней книги, которую у него есть генерал Силва, он превращается в мощного оборотня. К сожалению, его искаженная любовь и одержимость Ликой меняют его душу и личность, превращая его в грозного врага, который почти побеждает Лику и Ноа в их последней битве.
Празднуя их победу и мирное сосуществование людей и оборотней, леди Элль произносит тост за беременность Лики, предвещая два продолжения, «Бессмертная» и «Кровавая луна». Лика и Ноа толкают две коляски с близнецами.

## В ролях

### Главные роли
| Актёр / Актриса | Персонаж                | Описание |
| --------------- | ----------------------- | --- |
| Ангела Локсин   | Лика Б. Раймундо-Ортега | Лика хотела стать известным модельером, и она думала, что её работа в качестве помощника по моде в »Доме Элль» была лучшей возможностью. Однако её мечты сорваны суровой правдой её реальной природы. Перед ней стоит геркулесовая задача как «Huling Bantay», спаситель её расы оборотней. Обладая превосходными способностями, чем обычные оборотни, Лика является самой сильной и могущественной из своего вида. Она влюбляется в смертного человека Ноа Ортегу, нарушая закон судьбы о смешивании смертных и оборотней. |
| Пиоло Паскуаль  | Ноа Ортега              | Ноа — второй лейтенант филиппинской армии, работающий под прикрытием в качестве личной охраны Элеоноры Бланкафлоран, подозреваемого лидера Вайи. Ноа принадлежит к элитной силе, которой поручено раскрыть оборотней. Он известен своим интеллектом, навыками и скоростью в бою. За его тихим и таинственным взглядом скрывается человек, способный глубоко любить. Он влюбляется в Лику, но сталкивается с сопротивлением со стороны многочисленных сил. Он бросает вызов всему, во что верит, ради своей любви.           |

### Второстепенные роли
| Актёр / Актриса | Персонаж                                           | Описание |
| --------------- | -------------------------------------------------- | --- |
| Шейна Магдайяо  | Габриэль Дизон                                     | Актив военных, которые принадлежат к Разведывательному отделу, Габриэль — туман и лучший друг Ноа. Но её преданность своему ремеслу подтолкнет её к борьбе с Ноа, который, оказывается, является человеком, которого она тайно любит. Она сделает всё, чтобы сделать Ноа счастливым, даже если это причинит ей боль. |
| Геофф Эйгенманн | Алек Арагон / Ремус                                | Потомок оборотня Ремуса, который пришёл тренировать Лику в роли «Huling Bantay». Он влюбился в Лику. Он также играет Ремуса, последнего «Huling Bantay». Роль «Huling Bantay» происходит каждые пятьсот лет, то есть последнего хранителя оборотней, которому поручено спасти расу от смертельных лучей Pulang Buwan («Красная Луна»), явления, которое служит для уничтожения популяции оборотней.                                                                  |
| Райан Эйгенманн | Антон Риверо                                       | Он глубоко влюблён в Лику, с которой вырос двоюродным братом. Используя свой интеллект в качестве химика и свою врожденную свирепость, Антон сделает всё, что в его силах, чтобы иметь Лику, даже если один из вариантов — убить Ноа. Он последний злодей, которого побеждают Лика и Ной. |
| Пилар Пилапил   | Элеонора Бланкафлор, также известная как Леди Элль | Её сказочный вклад в индустрию моды славится по всей Азии. Она является президентом «Дома Элль», лидером организации под названием «Вайя» и была отмечена самой сильной Вайей перед Ликой. Скрытый под её гламурным видом и образом жизни — это её окончательный секрет, известный избранным немногим. Леди Элль также является суровым защитником Лики. Она узнает, что Лика — давно потерянная внучка её брата-близнеца Лоренцо.                                   |
| Агот Исидро     | Несса Бланкафлор-Раймундо                          | Несса — дочь Лоренцо Бланкафлора, которая не знала, что она оборотень, потому что её отец умер. Она превратилась в запланированное время, «Nilaktawan», случайно убила свою мать, а затем и своего жениха. Её опасная природа заставила Нессу оставить своего единственного ребёнка (Лику) ради безопасности последнего. Она была схвачена и заключена в тюрьму в качестве лабораторного исследования в сверхсекретном объекте, принадлежащем секретной фракции Лун. |
| Данте Риверо    | Генерал Леон Кристобаль                            | Он — приёмный отец Ноа. Он взял на себя воспитание Ноя после смерти отца. Он военный, который воспитывает своих детей железным кулаком. Он относится к своей ответственности на работе более серьёзно, чем его таинственные миссии, занимающие первое место перед его обязанностью отца Ноа и Зои. |
| Роберт Аревало  | Маноло Себастьян                                   | Владелец «Дома Элль» и бывший член организации Луна. Луна была сформирована для того, чтобы поймать и уничтожить всех оборотней. Маноло влюбился в леди Элль и познакомился с оборотнями как добрыми, справедливыми и миролюбивыми существами, которые не терпели убийства людей своего рода. Он использует свою силу и влияние для защиты оборотней, особенно сообщества леди Элль. Он готов рисковать всем, что у него есть, во имя любви.                         |
| Димплс Романа   | Трикси                                             | Работает костюмированной любовницей в «Доме Элль». Она является ближайшим другом и опекуном Лики («tag-alaga») и прямым потомком линии провидцев; её бабушка была провидцем Ремуса, которая передала наследие Трикси. Она служит провидцом Лики. |
| Ирма Адлаван    | Клара Риверо                                       | Она действует как суррогатная мать Лики и Антона. Мир Клары в основном вращается вокруг Антона, так как она видит в нём настоящего сына, в то время как Лика страдает от её бессердечности. В какой-то момент сюжета она должна решить, убьет ли она Лику ради Антона. |
|                 |                                                    | |

### Расширенный актёрский состав
- Лорен Янг — Зои Кристобаль
- AJ Перес — Баяна «Яна» Мендоса
- Спанки Маникан — генерал Крисостоко Силва / Альберто де ла Рама
- Наш Агуас - Энрико «Tikboy» Кабигтинг
- Джио Альварес — Элтон
- Маритони Фернандес — доктор Вивиан Ли
- Саймон Ибарра — отец Бена
- Крис Вильянуэва — Минён
- Арон Вильена — Эндрю / Омар
- Арчи Адамос — Лео
- Эвелин Буэнавентура — «Mananangal»
- Янус дель Прадо — Чой
- Эрик Фруктуозо — Родольфо
- Дион Монсанто — Кларрис
- Эри Ниман — Дэн
- Пинеда Криспин
- KC Aboloc — Энни
- Тимми Круз — Ильвана Сарагоса

### Гостевые роли
- Кьер Легаспи — Николас Раймундо
- Лиза Лорена — миссис Бланкафлор
- Сьюзан Африка — старая Саванна
- Бобби Эндрюс — Эмилио «Эмил» Ортега
- Ангела Акино — юная Саванна
- Шерил Круз — молодая Эль Бланкафлор
- Дитер Окампо — Лоренцо Бланкафлор
- Кристиан Васкес — юный Леон Кристобаль
- Чингой Алонсо — мистер Бланкафлор
- Александр Романо — юный Антон
- Беатрис Со — юная Трикси
- Джейкоб Дионисио — юнфй Ноа Ортега / Джей-Джей
- Шарлин Сан-Педро — юная Лика Раймундо / Улай

## Производство
В 2004 году сериал уже был запланирован как проект ABS-CBN с оригинальным сюжетом, сосредоточенным на братьях и сёстрах, являющихся волками. Робин Падилья был первым выбором ABS-CBN на роль «Ноя» с Клодин Барретто в роли «Лики». Также рассматривались Кристин Эрмоса и Беа Алонсо, но от этих пар отказались, когда Падилья перешла в GMA-7. В начале 2007 года Джону Ллойду Крузу и Энн Кертис также предложили главные роли, но их отклонили из-за предварительного обязательства вернуться к своим ролям в сиквеле телевизионной драмы «Maging Sino Ka Man». Затем началась формальная подготовка, обучение и съёмки с перевода Ангелы Локсин в ABS-CBN. Руководство решило связать её с Пиоло Паскуалем. Heart Evangelista также предложили роль «Габриэллы», которую теперь играет Шаина Магдаяо. Выбор собаки, которая изображает альтер-эго белого волка Лики, привёл к решению ABS-CBN купить породистую собаку по имени Браска, белую овчарку из Франции стоимостью 200 000 песо.

## Реакция

### Рейтинги
Премьера шоу состоялась 28 января 2008 года с рейтингом 26,4 %. Это зарегистрировало более высокий рейтинг пилотных эпизодов по сравнению с «Palos» и «Kung Fu Kids» в рейтингах Mega Manila. Финал сериала получил высокий рейтинг 33,4 % (вместе с «The Singinging Bee», который получил 33,2 % в общенациональной рейтинговой игре согласно NUTAM (Nationwide Urban TV Audience Measurement), проведённой AGB Nielsen. Его средний рейтинг составил 32 %, заняв 8-е место за 2008 год в опросе AGB Nielsen NUTAM.

### Песня
Песня, «Ikaw Ang Aking Pangarap» (буквальный перевод: «Ты — моя мечта» или «Ты — моё желание»), была написана Оги Алкасидом и первоначально спета Мартином Ниверой. В середине сезона была представлена дуэтная версия песни в исполнении Мартина Ниверы и Раки Вега.

### Награды и признания
| Год  | Организация                                                | Принимающый город/страна | Категория                                       | Результат |
| ---- | ---------------------------------------------------------- | ------------------------ | ----------------------------------------------- | --------- |
| 2008 | 22-я премия PMPC Star Awards для телевидения               | Филиппины                | Лучший драматический сериал в прайм-тайм        | Победа    |
| 2008 | 22-я премия PMPC Star Awards для телевидения               | Филиппины                | Лучший актёр в драме (Пиоло Паскуаль)           | Победа    |
| 2008 | 22-я премия PMPC Star Awards для телевидения               | Филиппины                | Лучшая актриса в драме (Ангела Локсин)          | Номинация |
| 2008 | 7-я Gawad Tanglaw                                          | Филиппины                | Лучший драматический сериал в прайм-тайм        | Победа    |
| 2008 | Anak TV Seal Awards                                        | Филиппины                | Самая понравившаяся телевизионная программа     | Победа    |
| 2009 | BANFF World Television Festival                            | Торонто, Канада          | Лучшая теленовелла                              | Победа    |
| 2009 | 37-я Международная премия «Эмми»                           | Нью-Йорк, США            | Лучшая женская роль (Ангела Локсин)             | Номинация |
| 2010 | Филиппинская национальная комиссия по культуре и искусству | Филиппины                | Recognition (Ангела Локсин)                     | Победа    |
| 2010 | Филиппинская национальная комиссия по культуре и искусству | Филиппины                | Признание (Best Telenovela International Award) | Победа    |

### Международный показ
По данным ABS-CBN International Sales & Distribution, сериал скоро будет показан в разных странах Азии под английским названием «She Wolf: The Last Sentinel». Филиппинские телевизионные драмы ABS-CBN проникают в телевизионный ландшафт в других странах, так как он также должен был транслироваться на телевидении Таиланда. Сериал снова транслировался на Jeepney TV с 11 марта 2013 года.

## Международное вещание
| Старна  | Альтернативное название/перевод | Телесеть   | Год  | Дата выхода  | Недельное расписание |
| ------- | ------------------------------- | ---------- | ---- | ------------ | -------------------- |
| Нигерия | She Wolf                        | Mytv promo | 2013 | Январь — Май | Ежедневно в 22:00    |
| Кения   | Shewolf                         | Citizen tv | 2010 |              |                      |
| Уганда  | Lobo                            | Urban tv   | 2017 |              |                      |

## Продолжения
В 2010 году ABS-CBN решила выпустить продолжение сериала под названием «Бессмертная». Согласно ABS-CBN.com, Лия, которую также играет Ангел Локсин, является дочерью Ноа и Лики Ортеги.
Премьера второго продолжения под названием «Кровавая луна» с Кэтрин Бернардо и Даниэлем Падильей в главных ролях выходила с 19 июня 2017 года по 2 марта 2018 года. Телесериал был впервые представлен на торговом запуске компании 22 ноября 2016 года.